# 永丰镇 (昭通市)
永丰镇，是中华人民共和国云南省昭通市昭阳区下辖的一个镇。

## 行政区划
永丰镇下辖以下地区：
新民村、海边村、小闸村、青坪村、绿荫村、元龙村和三甲村。